# Завод (Воскресенський район)
Завод (рос. Завод) — присілок в Воскресенському районі Нижньогородської області Російської Федерації.
Населення становить 33 особи. Входить до складу муніципального утворення Нестіарська сільрада.

## Історія
Від 2009 року входить до складу муніципального утворення Нестіарська сільрада.

## Населення
| 1999 | 2002 | 2010 |
| ---- | ---- | ---- |
| 36   | ↘28  | ↗33  |